# Angiostrongiliasis
La angiostrongiliasis es una zoonosis emergente, de difícil diagnóstico y prevención, producida por un nemátodo del género Angiostrongylus. La fase infectiva para el ser humano es la tercera fase larvaria (L3) que se desarrolla en gasterópodos terrestres. La transmisión al hombre es por su consumo crudo, por contaminación de agua o alimentos con ellos o sus mucosidades o por manipulación de los moluscos o de vegetales.
- Angiostrongylus cantonensis (Chen, 1935) causa en el hombre meningitis eosinofílica.
- Angiostrongylus costaricensis (Morera y Céspedes, 1971) causa angiostrongiliasis abdominal.

## Ciclo de vida
- El ciclo de vida es heteroxeno obligado.
- El humano es un hospedador accidental sin salida.
- Los hospedadores definitivos, suelen ser roedores generalmente, aunque también pueden ser cánidos, y otros animales. En ellos A. costaricensis llega al estado adulto en las arterias mesentéricas, y A. cantonensis en las arterias pulmonares.
- Los hospedadores intermediarios son caracoles y babosas terrestres, que ingieren las heces de los hospedadores definitivos con larvas infectivas.
- Existen también hospedadores paraténicos: ranas, camarones, ganado, etc.

## Transmisión
La fase de transmisión para el humano en ambas especies A. cantonensis y A. costaricensis es a través de la ingesta o manipulación de moluscos terrestres crudos. El ceviche de caracol (que puede llevar Helix, Pila, Pomacea, Lissachatina, etc) es una buena vía, puede ser transmisión accidental (las babosas de la familia Veronicellidae son muy pequeñas y no se visualizan en ensaladas), agua sin tratar, ingesta de vegetales contaminados con las secreciones mucosas de los moluscos, manipulación de flores y frutas de países endémicos y también por la ingestión de hospedadores paraténicos crudos, incluida la carne de mamíferos. En Latinoamérica los niños que juegan con caracoles, o viven en ambientes contaminados con sus mucus son población de riesgo.

## Distribución
Al ser zoonosis emergentes su distribución geográfica no está aún muy definida:
- A.cantonensis se distribuye por el sudoeste de Asia, Pacífico Sur, India, Caribe, Oceanía, Madagascar, América del Norte (Pien y Pien 1999) y Centro y Sudamérica (Lima y Cole 2007).
- A. costaricensis parece estar restringido al continente americano incluido el Caribe.

## Manifestaciones clínicas

### Angiostrongiliasis abdominal
- La angiostrongiliasis abdominal cursa con dolor localizado en la fosa ilíaca y/o flanco derecho, dolor al tacto rectal en un 50% de los casos, fiebre (en los casos crónicos puede persistir una febrícula por varias semanas), anorexia, vómitos y alteraciones intestinales. La eosinofília puede llegar al 20-50%.
- Puede haber tanto perforación intestinal como oclusión.
- El estudio radiológico denota daños en el íleon terminal, ciego, apéndice y colon ascendente, así como lumen intestinal reducido.
- El hígado se afecta siempre.
- A nivel histológico se aprecian reacciones granulomatosas debidas a la respuesta inflamatoria frente a huevos y larvas.
- Obstrucción de vasos sanguíneos que lleva a falta de riego y necrosis tisular, pudiendo afectarse especialmente testículos y vagina.

### Angiostrongiliasis cerebral
Se puede presentar en varias formas, pudiendo ser tanto grave como asintomática:
- Meningitis eosinofíla (inducida por la respuesta de los eosinófilos hacia las larvas L3). Cursa con fiebre, parestesias, vómitos, cefaleas, convulsiones, rigidez de nuca, aumento de la presión intracraneal y parálisis facial.
- Forma ocular. La larva L3 se aloja en la cámara anterior del ojo. Ello puede manifestarse como pérdida visión, dolor ocular, blefaroespasmo, glaucoma y desprendimiento de retina.
- Forma pulmonar. Una o varias larvas L3 se alojan en pulmón causando neumonía grave, exudados y hemorragia.

## Diagnóstico

### A. costaricensis
- Se basa en la historia clínica del paciente, zona endémica del parásito, grupo de riesgo (niños o expuestos profesionalmente, contacto con gasterópodos, consumo de caracoles crudos, de crustáceos de agua dulce, manipulación de fruta, verdura o flores cortadas, inspectores de alimentos, etc.)
- Se ha desarrollado una técnica de aglutinación de partículas de látex que es barata, rápida y tiene alta sensibilidad y especificidad. No existen pruebas serológicas comercializadas.

### A. cantonensis
- La historia clínica en este caso también puede ofrecer datos indicativos.
- Serológico: los eosinófilos están elevados. La serología, si se dispone de ella, confirma el diagnóstico de angiostrongiliasis. Las pruebas serológicas se encuentran disponibles en pocos laboratorios, sólo en algunos de áreas endémicas.
- Punción lumbar: se practica cuando existe sospecha de meningitis eosinófila. El líquido cefalorraquídeo (LCR) muestra un aumento de eosinófilos (20-90%), proteínas elevadas (inmunoglobulinas), glucosa normal o baja, presencia de cristales de Charcot-Leyden. Hay aumento de la presión intracraneal. Las probabilidades de encontrar larvas en el LCR son escasas.
- A nivel histopatológico se evidencia un descenso o casi desaparición de células de Purkinje. En cortes histológicos pueden encontrarse las larvas (L3).
- En las formas oculares se observan las larvas en la cámara anterior.

## Tratamiento
La mayoría de las personas afectadas de angiostrongiliasis mejoran con tratamiento sintomático. Se utilizan corticoides si la sintomatología es grave. El aumento de la presión intracraneal puede aliviarse con manitol. Los antihelmínticos (albenzadol, dietilcarbamazina, tiabendazol, etc.) no se recomiendan, incrementan el proceso inflamatorio en el SNC al producirse la muerte y degeneración del parásito. En A. cantonensis puede hacerse cirugía, si es factible. La larva ocular de A. cantonensis se extrae quirúrgicamente.

## Prevención
- Educación sanitaria.
- No comer caracoles crudos.
- No comer animales crudos: ranas, cangrejos, babosas, planarias, camarones o carne de ganado.
- No beber agua sin estar tratada.
- Lavado de frutas y verduras.
- Lavarse bien las manos tras manipular gasterópodos, verduras, frutas y flores cortadas en zonas tropicales.
- Utilización de guantes en profesiones de riesgo.
- Controlar la venta de caracoles vivos o refrigerados para consumo.
- Potenciar los programas de control de la difusión del caracol gigante Lissachatina fulica que actúa eficazmente en la diseminación de ambas especies. Su gran tamaño lo hace atractivo para los niños que se exponen de esta forma al contagio.